# Горак, Роман (1969)
Роман Горак (чеш. Roman Horak; 24 сентября 1969, Ческе-Будеёвице, Чехословакия) — бывший чешский хоккеист, центральный нападающий. Бронзовый призёр чемпионата мира 1993 года. Отец известного чешского хоккеиста Романа Горака.

## Биография
Роман Горак начал свою профессиональную карьеру в родном городе за местный клуб «Ческе-Будеёвице», выступавший в высшей лиге Чехословакии. Почти всю карьеру он провёл на родине в Чехии, успев поиграть также в чемпионатах Германии и Финляндии. После сезона 2001/02 закончил активную карьеру. Пропустил сезон 2002/03. C 2003 по 2006 год отыграл 3 сезона за «Страконице» во второй чешской лиге.
С 2009 по 2012 годы тренировал юниоров (до 16 лет) в «Ческе-Будеёвице».
В составе сборной Чехии участвовал на чемпионатах мира 1993, 1994 и 1995, а также на Олимпийских играх 1994.

## Достижения

### Командные
Серебряный призёр чемпионата Европы среди юниоров 1987
 Бронзовый призёр чемпионата мира 1993 и чемпионатов Чехии 1995, 1996 и 1997

### Личные
- Лучший бомбардир (73 очка) и ассистент (52 передачи) чешской Экстралиги 1997

## Статистика
Чемпионат Чехии (Чехословакии) — 519 игр, 504 очка (208 шайб + 296 передач)
Чемпионат Германии — 51 игра, 53 очка (25+28)
Чемпионат Финляндии — 32 игры, 15 очков (3+12)
Евролига — 13 игр, 16 очков (3+13)
Сборная Чехии — 63 игры, 18 голов
Сборная Чехословакии — 12 игр, 5 голов
Всего за карьеру — 690 игр, 262 гола